# Indotyphlops fletcheri
Espèce
Synonymes
- Typhlops fletcheri Wall, 1919

Indotyphlops fletcheri est une espèce de serpents de la famille des Typhlopidae. 

## Taxinomie
Le statut de cette espèce n'est pas clair.

## Répartition
Cette espèce est endémique des monts Nîlgîri au Tamil Nadu en Inde.

## Description
L'holotype d'Indotyphlops fletcheri mesure environ 150 mm. Cette espèce a le corps uniformément brun pourpre sombre, plus clair sur la face ventrale.

## Étymologie
Son nom d'espèce lui a été donné en l'honneur de F. W. F. Fletcher.

## Publication originale
- Wall, 1919 : Notes on a collection of Snakes made in the Nilgiri Hills and the adjacent Wynaad. Journal of the Bombay Natural History Society, vol. 26, p. 552-584 (texte intégral).